# Big Night
Cet article concerne le film. Pour l'émission culinaire, voir La Cuisine des Mousquetaires.
Pour plus de détails, voir Fiche technique et Distribution.
Big Night ou À table est un film américain réalisé par Campbell Scott et Stanley Tucci, sorti en 1996.

## Synopsis
Deux frères débarqués de leur Italie natale, l'un doué pour les affaires l'autre derrière les fourneaux, tentent de maintenir leur restaurant ouvert et de partager les valeurs culinaires qui leur sont si chères.

## Fiche technique
- Titre original et français : Big Night
- Autres titres : 
  - La Grande Nuit (pour le DVD)
  - À table (pour la télévision)
- Réalisation : Campbell Scott et Stanley Tucci
- Scénario : Stanley Tucci et Joseph Tropiano
- Musique : Gary DeMichele
- Photographie : Ken Kelsch (en)
- Montage : Suzy Elmiger
- Production : Jonathan Filley, Oliver Platt, Campbell Scott et Stanley Tucci
- Sociétés de production : Rysher Entertainment & Timpano Production
- Société de distribution : Samuel Goldwyn Company
- Pays de production :  États-Unis
- Langue : Anglais
- Format : Couleur - Dolby - DTS - 35 mm - 1.85:1
- Genre : Comédie dramatique
- Durée : 107 minutes
- Dates de sortie : 
  - États-Unis : 24 janvier 1996 (Festival du film de Sundance)
  - Canada : 6 septembre 1996 (Festival international du film de Toronto)
  - États-Unis : 20 septembre 1996
  - France : 26 février 1997

## Distribution
- Stanley Tucci : Secondo
- Tony Shalhoub : Primo
- Minnie Driver : Phyllis
- Ian Holm : Pascal
- Isabella Rossellini : Gabriella
- Allison Janney : Ann
- Marc Anthony : Cristiano
- Pasquale Cajano : Alberto N. Pisani
- Campbell Scott : Bob
- Liev Schreiber : Leo
- Gene Canfield : Charlie
- Peter McRobbie : l'agent de crédit